# Distrikt Hildesheim

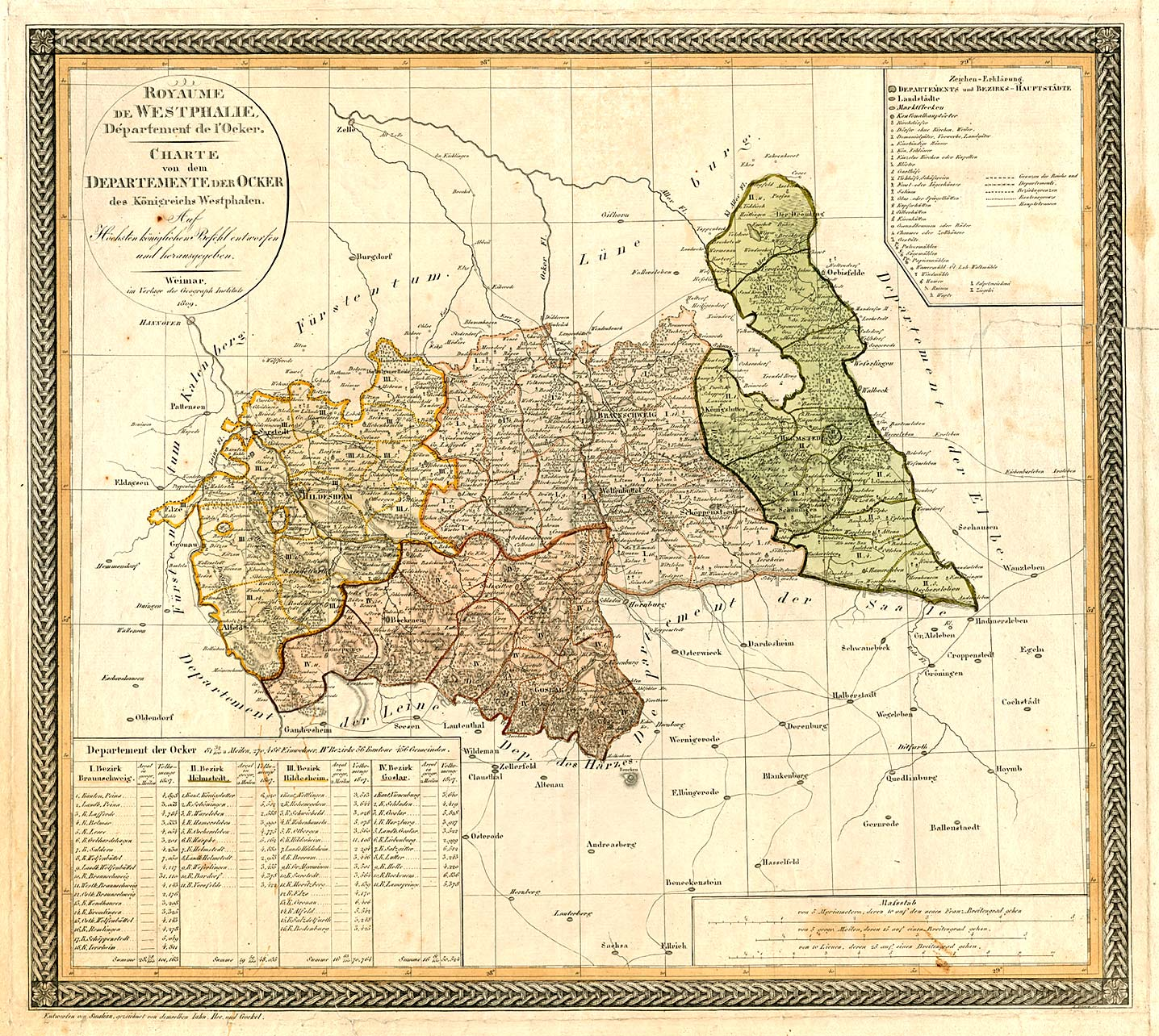
Der Distrikt Hildesheim im Departement der Oker 1809 (gelb)

Der Distrikt Hildesheim war von 1807 bis 1813 ein Distrikt im Departement der Oker im Königreich Westphalen. Er wurde durch das Königliche Decret vom 24. Dezember 1807 gebildet.

## Territorium
Der Distrikt Hildesheim umfasste den größten Teil des ehemaligen Hochstifts und seit 1802 preußischen Fürstentums Hildesheim, ohne den zum Distrikt Braunschweig gekommenen nordöstlichen Teil und den südöstlichen Teil, der dem Distrikt Goslar zugeteilt wurde. Das südwestlich als Exklave des einstigen Hochstifts Hildesheim etwas abgelegene Amt Hunnesrück kam zum Distrikt Einbeck im Departement der Leine, zusammen mit einigen anderen südlich und westlich gelegenen Orten des Hochstifts und einigen von Hildesheimer Gebiet eingeschlossenen braunschweigischen und hannöverschen Orten.
Begrenzt wurde der Distrikt Hildesheim im Norden durch das Königreich Hannover und im Osten durch den Distrikt Braunschweig. Im Süden verlief seine Grenze von Ölper bis an die Innerste bei Rhene, von da in die Gegend von Werder, entlang der Berge Steimberg und Oheberg bis zum Dorf Waldersen, dann bis zur Grenze des Amts Lamspringe und zur Leine. Die Leine bildete die westliche Grenze des Departements zu Hannoverschem Gebiet.
Im Distrikt lebten im Jahr 1807 69.664 Menschen. Nach den territorialen Änderungen von 1810 lebten dort 61.163 Menschen auf 18,34 Quadratmeilen.

## Organisation
Dem Distrikt stand ein Unterpräfekt vor. Der Unterpräfekt des Distrikts Nordhausen war der braunschweigische Justizrat und Historiker Franz Anton Blum (1767–1823). Die Unterpräfektur war in Hildesheim. Der Sekretär der Unterpräfektur hieß Heinichen.
Dem Distrikts-Rat zur Kontrolle der Steuerlisten gehörten die Herren Brackmann, Lauenstein, Koken, Müsse, Otto, Graf von Oberg, Osthausen, Kaptain von Rauschenplat, und von Rheden an.
Friedensgerichte befanden sich in Hildesheim (zwei Friedensgerichte), Nettlingen, Hoheneggelsen, Schwichelde, Hohenhameln, Ottbergen, Borsum, Moritzberg, Burgstemmen, Gronau, Alfeld, Salzdetfurth und Bodenburg.

### Kantonaleinteilung
Bei der Gründung des Distriktes Hildesheim bestand dieser aus 16 Kantonen mit 143 Gemeinden.
| Kanton                      | Kantonmaire                                                       | Einwohner | Fläche in mi² |
| --------------------------- | ----------------------------------------------------------------- | --------- | ------------- |
| Alfeld                      | Froböse                                                           | 5558      | 2,1           |
| Bodenburg                   | Georg von Rauschenplat                                            | 3321      | 1,11          |
| Borsum                      | Blumenberg                                                        | 3400      | 1,33          |
| Elze (bis 1810)             | Carl Friedrich Bock von Wülfingen                                 | 4170      |               |
| Gronau                      | von Rheden, Bernard Brüning (ab 1813)                             | 6601      | 2,2           |
| Groß-Algermissen (bis 1810) |                                                                   | 3506      |               |
| Hildesheim                  | Georg Otto Ferdinand Lohde                                        | 10.949    | 0,23          |
| Hildesheim-Land             | Pfingst                                                           | 2225      | 1,22          |
| Hoheneggelsen               | Wippre                                                            | 3266      | 1,69          |
| Hohenhameln                 | Bös                                                               | 5017      | 0,98          |
| Moritzberg                  | Osthaus                                                           | 3977      | 1,62          |
| Nettlingen                  | Josef Teodor Freiherr von Wrede                                   | 3283      | 1,13          |
| Ottbergen                   | Mellin                                                            | 3758      | 1,25          |
| Salzdetfurth                | Stofregen                                                         | 3312      | 1,83          |
| Sarstedt (bis 1810)         | Nordhoff                                                          | 3564      |               |
| Schwichelde                 | Hilmar Ludwig Wilhelm Graf von Oberg                              | 3651      | 1,57          |
| ab 1810                     |                                                                   |           |               |
| Burgstemmen                 | Carl Friedrich Bock von Wülfingen (in Personalunion Elze/Springe) | 2843      | 1,02          |

### Veränderungen der Kantonaleinteilung ab 1810
Nach den Änderungen in der Verwaltungszugehörigkeit am 1. September 1810 bestand der Distrikt Hildesheim aus 14 Kantonen mit 134 Gemeinden. Neu hinzu kam der Kanton Burgstemmen und abgegeben wurden die Kantone Groß-Algermissen, Elze und Sarstedt an das Departement der Aller.

### Spätzeit des Distrikts (November 1813 bis April 1815)
Nach Zusammenbruch des Königreichs Westphalen ließ aufgrund des preußisch-britischen Vertrags vom 14. Juni 1813 der britische Prinzregent und spätere König Georg IV. das Fürstentum Hildesheim durch Proklamation vom 5. November 1813 in Besitz nehmen; die Verwaltungsstruktur des Distrikts Hildesheim wurde dabei aber provisorisch beibehalten und einem Distrikts-Kommissar unterstellt. Am 8. November 1813 wurden bisher zum Distrikt Braunschweig der Stadt- und Landkanton Peine vereinigt und als Kanton Peine der Verwaltung durch den Distrikt Hildesheim unterstellt. Gleiches galt für den Kanton Lafferde; außerdem wurden mehrere Orte des jetzt wieder braunschweigischen Kantons Delligsen (Distrikt Einbeck) an den Kanton Alfeld verlegt. Ende April 1815 wurde schließlich die „westphälische“ Verwaltungseinrichtung endgültig aufgehoben und das Fürstentum Hildesheim wieder in 15 traditionelle Ämter (ohne Trennung von Justiz und Verwaltung) eingeteilt.